# Вайлбург
Вайлбург (на немски: Weilburg) е курортен град в окръг Лимбург-Вайлбург в Хесен, Германия, с 13 337 жители (2015).
Градът е бивш резиденция град на династията Дом Насау и се намира на река Лан.